# نهضت مهدیه (سودان)
نهضت مهدیه نبردی بود میان مهدیون سودانی به رهبری محمد احمد بن عبدالله که خود را مهدی موعود می‏‌خواند، و در ابتدا، نیروهای خدیوی مصر و سپس نیروهای بریتانیایی. پس از چهار سال شورشیان مهدیون با سقوط خارطوم حاکمیت عثمانی-مصری را سرنگون و کنترل سودان را در دست گرفتند. دولت مهدیه حملات ناموفق متعددی علیه همسایگان خود ترتیب داده و دامنه درگیری‏ها را تا امپراتوری ایتالیا، دولت آزاد کنگو و امپراتوری اتیوپی گسترش دادند. آنها همچنین با شورشهای داخلی مهمی هم مواجه شدند. نیروهای مصری-بریتانیایی سودان را مجددا در سال ۱۸۹۸ تصرف کردند و دولت مهدیه در پی شکست در نبرد ام درمان سقوط کرد. آخرین مقاومت سازماندهی شده از جانب مهدیون سال بعد خاتمه یافت و منجر به خلق سودان مصر و بریتانیا (۱۹۵۶-۱۸۹۹) شد، که به صورت دوژور یک حاکمیت اشتراکی امپراتوری بریتانیا و پادشاهی مصر بود و در آن بریتانیا به صورت دوفاکتو بر سودان تسلط داشت.